# 日々の仕事に帰れ
日々の仕事に帰れ（ひびのしごとにかえれ）は、マックス・ヴェーバーによって残された言葉。産業革命でできるようになった儲けることがキリスト教に否定されて共産主義やナチス・ドイツが生まれるまでの混乱したドイツの青年たちに、日々の仕事に励むことこそがキリスト教の教えに適うため日々の仕事に帰れと叱咤した。

## 概要
中世には西洋を牛耳っていたローマ教会は、近代に入ると急速に衰えていく。各国では産業革命の波が押し寄せて、フランス革命などの自由な精神をうたうルネサンスも巻き起こってくる。このような近代の始まりによってキリスト教の古臭い精神は打ち破られていく。近代の資本主義に対してキリスト教は営利の追及を敵視する。キリスト教は、儲けることは罪悪で、金を貯めることは神に背き、金儲けは人を堕落させると主張する。この時代に青年は事実の代わりに世界観を求め、認識の代わりに体験を求め、教師の代わりに指導者を求めた。このような流れがナチス・ドイツを創るまでになったとされた。このような流れに対してマックス・ヴェーバーは全く逆の説を唱える。マックス・ヴェーバーはキリスト教の倫理観が近代資本主義の生誕に貢献したと説明する。女工が工場で流す汗、道路工事のシャベルの音、機械製造に打ち込むまなざしといった日々の仕事こそがキリスト教で言う神の道に繋がっていると説明する。仕事だけは聖域であり、天に繋がる道であるとした。営利の追求によって進展する資本主義は大衆に富をもたらしたものの、富の分配という問題が生まれて不平等の社会が存在するようになる。そして平等を標榜する共産主義が生まれる。このような当時の混乱したドイツにおいてマックス・ヴェーバーは青年たちに、世の中に惑わされずに自己を確立して流行に左右される弱さを克服することを求めると共に、日々の仕事に帰れと叱咤した。